# Caíco
Aírton Graciliano dos Santos, detto Caíco (Porto Alegre, 15 maggio 1974), è un ex calciatore brasiliano, di ruolo centrocampista.

## Carriera

### Club
Debuttò nel 1992 con la maglia dell'Internacional, giocandovi fino al 1995; nel 1996 ebbe una breve esperienza in Giappone al Verdy Kawasaki, prima di tornare in patria al Flamengo; nel 1997 passò al Santos, dove rimase a fasi alterne fino al 2001. In quell'anno si trasferì per la prima volta in una squadra europea, il Lugano; in Europa ha poi giocato per União Leiria e Marítimo in Portogallo. Dal 2009 gioca nell'Itumbiara.

### Nazionale
Con la Nazionale di calcio del Brasile ha giocato e vinto il campionato del mondo Under-20 1993.

## Palmarès

### Club

#### Competizioni nazionali
- Campionato Gaúcho: 1

Internacional: 1992
- Coppa del Brasile: 1

Internacional: 1992
- Torneo Rio-San Paolo: 1

Santos: 1997
- Campionato Paranaense: 1

Atlético-PR: 1998
- Campionato Goiano: 1

Itumbiara: 2008

### Nazionale
- Mondiale Under-20: 1

Australia 1993